# Khadjimurat Gatsàlov
Khadjimurat Soltanovich Gatsàlov (en Osseta: Гуæцæлти Солтани фурт Хадзимурат, rus: Хаджимура́т Солта́нович Гаца́лов; nascut l'11 de desembre de 1982, Chikola, Ossètia del Nord-Alània) és un lluitador de lluita lliure rus. Capità de les Forces Armades russes. Campió dels Jocs Olímpics d'Atenes, cinc vegades campió del món, tres vegades campió d'Europa, Honorable Mestre d'Esports de Rússia.